# Westville (Illinois)
Pour les articles homonymes, voir Westville.
Westville est un village situé au sud de la partie centrale du comté de Vermilion dans l'Illinois, aux États-Unis,. Le village est fondé en mai 1873 et incorporé le 21 octobre 1901.

## Démographie
Lors du recensement de 2010, le village comptait une population de 3 202 habitants. Elle est estimée, en 2016, à 3 059 habitants.

### Source de la traduction
- (en) Cet article est partiellement ou en totalité issu de l’article de Wikipédia en anglais intitulé « Westville, Illinois » (voir la liste des auteurs).